# Arroyo de la Lista
Der Arroyo de la Lista ist ein Fluss in Uruguay.
Er entspringt südwestlich der Ruta 36 nordwestlich von Campo Militar. Von dort fließt er in südwestliche Richtung, passiert Puerto Suárez und Puerto de la Carbonería, bis er nördlich von Puerto Jackson linksseitig in den Río Santa Lucía mündet.